# Медвянець довгобородий
Медвя́нець довгобородий (Melionyx princeps) — вид горобцеподібних птахів родини медолюбових (Meliphagidae). Ендемік Папуа Нової Гвінеї.

## Опис
Довжина птаха становить 26,5-28,8 см. Забарвлення загалом темне, попелясто-сіре. Птах має тонку білу бороду, яка досягає згину крила. Дзьоб довгий, тонкий, за очима пляма голої шкіри оранжевого кольору.

## Таксономія
За результатами молекулярно-генетичного дослідження, опублікованого в 2019 році, довгобородого медвянця, а також два інші види, яких раніше відносили до роду Медвянець (Melidectes), було переведено до відновленого роду Melionyx.

## Поширення і екологія
Довгобороді медвянці є ендеміками Папуа Нової Гвінеї, поширені в горах Гілуве, Хаген, Кубор, Вільгельм, Майкл та в нагір'ях Кайженде в провінції Енга. Вони живуть в гірських тропічних лісах, високогірних чагарникових заростях і луках. Зустрічаються на висоті від 3000 до 3800 м над рівнем моря, в горах Кубор на висоті до 2750 м над рівнем моря 

## Поведінка
Довгобороді медвянці живляться нектаром, комахами і плодами. Шукають їжу в кронах дерев. Гніздяться в черні-липні.

## Збереження
МСОП класифікує цей вид як вразливий. За оцінками дослідників, популяція довгобородих медвянців становить від 2500 до 10000 птахів. Їм може загрожувати знищення природного середовища і зміна клімату.